# 'Arqa
ʿArqā (fenicio Irqata; ebraico ערקת, Arkat nella Bibbia, in arabo ﻋﺮﻗﺎ‎?) è un villaggio libanese presso Miniara, nel Distretto di Akkar, nel nord del Libano.
Esso si trova a 22 km a NE di Tripoli, nelle vicinanze della costa. 

## Tell Arqa
Tell ʿArqā (lett. "Collina di ʿArqā") è un sito archeologico che risale all'età neolitica e durante le Crociate ebbe un ruolo strategico non indifferente, tanto che il castello che lì si ergeva, fu posto sotto assedio nel 1099, nel corso della Prima crociata, in vista della conquista di Tripoli perseguita da Raimondo di Tolosa.
Fu conquistata nel 1171 da Norandino.
È menzionata nell'antichità nelle lettere di Amarna come Irqata e compare anche in documenti assiri.
La città fu chiamata in epoca romana Caesarea del Libano o Arca Caesarea. L'Imperatore Alessandro Severo nacque proprio qui.